# Municipio de Lawrence (Arkansas)
El municipio de Lawrence (en inglés: Lawrence Township) es un municipio ubicado en el condado de Lawrence en el estado estadounidense de Arkansas. En el año 2010 tenía una población de 260 habitantes y una densidad poblacional de 3,61 personas por km².

## Geografía
El municipio de Lawrence se encuentra ubicado en las coordenadas 35°59′33″N 91°6′52″O / 35.99250, -91.11444. Según la Oficina del Censo de los Estados Unidos, el municipio tiene una superficie total de 72.08 km², de la cual 70,36 km² corresponden a tierra firme y (2,39 %) 1,72 km² es agua.

## Demografía
Según el censo de 2010, había 260 personas residiendo en el municipio de Lawrence. La densidad de población era de 3,61 hab./km². De los 260 habitantes, el municipio de Lawrence estaba compuesto por el 99,62 % blancos y el 0,38 % eran de una mezcla de razas. Del total de la población el 0 % eran hispanos o latinos de cualquier raza.